# Mika Kojonkoski
Mika Kojonkoski, finski smučarski skakalec, sedaj skakalni trener in politik,  * 19. april 1964, Rauma, Finska. 
Kojonkoski je kot skakalec nastopal v 80. letih, vendar se nikoli ni uspel uveljaviti v svetovnem pokalu kot njegov rojak Matti Nykänen. Njegov najboljši dosežek je bilo 16. mesto na svetovnem prvenstvu v poletih leta 1985.
Mnogo bolje kot tekmovalec, se je Kojonkoski uveljavil kot trener. Kmalu po tem, ko je začel trenirati finsko mladinsko ekipo, je že dobil delo v avstrijski reprezentanci, ki jo je vodil v sezoni 1997/98. Nato se je vrnil na Finsko, kjer je vodli reprezentanco vse do leta 2002. Zatem je prevzel norveško ekipo in ustvaril skakalce kot so Roar Ljøkelsøy, Sigurd Pettersen, Lars Bystøl, Bjørn Einar Romøren, Anders Jacobsen, Anders Bardal, Tom Hilde in Johan Remen Evensen.
Kojonkoski je aktiven tudi v politiki v domačem Kuopiu. 

## Trenerska kariera
| Ekipa    | Leta      |
| -------- | --------- |
| Avstrija | 1997-1998 |
| Finska   | 1999-2001 |
| Norveška | 2002-2011 |